# بابیلون (فیلم ۲۰۲۲)
بابیلون (انگلیسی: Babylon) فیلم آمریکایی سال ۲۰۲۲ در ژانر کمدی-درام تاریخی حماسی به نویسندگی و کارگردانی دیمین شزل است. گروه گسترده‌ای از بازیگران شامل برد پیت، مارگو رابی، دیگو کالوا، جین اسمارت، جوان آدپو، و لی جون لی در این فیلم حضور دارند. این فیلم شرح وقایع ظهور و افول چندین شخصیت در طول دوران تحول هالیوود از فیلم‌های صامت به فیلم‌های صدادار در اواخر دههٔ ۱۹۲۰ را به تصویر می‌کشد.
شزل در ژوئیهٔ ۲۰۱۹ ساخت فیلم را آغاز کرد و لاینزگیت پیشتاز خرید حق مالکیت این پروژه بود. سپس اعلام شد که پارامونت پیکچرز حقوق جهانی را در نوامبر ۲۰۱۹ به دست آورده‌است. بسیاری از بازیگران اصلی بین ژانویه ۲۰۲۰ و اوت ۲۰۲۱ به پروژه پیوستند و فیلم‌برداری از ژوئیه تا اکتبر ۲۰۲۱ در لس آنجلس انجام شد.
بابیلون در ۱۵ دسامبر ۲۰۲۲ در لس آنجلس به نمایش درآمد و در ۲۳ دسامبر توسط پارامونت پیکچرز در ایالات متحده منتشر شد. نظر منتقدان و مخاطبان متفاوت بود که عموماً فیلمبرداری، موسیقی و نقش‌آفرینی آن را تحسین کردند، اما در زمینهٔ فیلم‌نامه، کارگردانی، محتوای پیچیده و مدت زمان آن اختلاف نظر داشتند. به رغم آنکه این فیلم بمب گیشه بود و با بودجهٔ ۷۸ تا ۸۰ میلیون دلاری ۶۳ میلیون دلار فروش داشت، در مراسم گلدن گلوب نامزد دریافت پنج جایزه شامل  بهترین فیلم – موزیکال یا کمدی شد. این فیلم در جوایز اسکار نیز نامزد سه جایزه شد.

## داستان
در سال ۱۹۲۶ در لس آنجلس، مانوئل «منی» تورس، یک مهاجر مکزیکی، به انتقال یک فیل به یک عیش و نوش وقیح و مملو از مواد مخدر به سبک «باکانیلیا» در عمارت مدیر اجرایی «کینوسکوپ استودیوز» کمک می‌کند. او به سرعت با نِلی لِروی، یک «ستاره» خودخواندهٔ جاه‌طلب و بی‌پروا از نیوجرسی آشنا می‌شود. در حالی که این دو کوکائین مصرف می‌کنند، منی تمایل خود را برای بودن بخشی از چیزی بزرگتر آشکار می‌کند. پس از اینکه یک بازیگر زن جوان به نام جین تورنتون در طی یک عمل اورولاگنیا با بازیگر مرد چاق اورویل پیکویک، بیش از حد مواد مخدر مصرف کرده و اُوِردوز می‌کند، منی وظیفه می‌یابد که فیل را از میان جمعیت حاضر در مهمانی عبور دهد تا حواس آن‌ها را پرت کرده و جسد به بیمارستان انتقال داده شود.
در این مهمانی همچنین لیدی فی ژو، خواننده لزبین کاباره چینی آمریکایی، و سیدنی پالمر، ترومپت‌زن جاز آفریقایی آمریکایی حضور دارند. نلی که پر زرق و برق و رقصنده دیده می‌شود، به سرعت برای جایگزینی جین در یک فیلم کینوسکوپ استخدام می‌شود؛ در حین فیلمبرداری، او به‌طرز بی‌رحمانه‌ای از ستاره فیلم فراتر می‌رود. منی با جک کنراد، یک ستاره خیرخواه سینما، اما مشکل‌دار و اغلب متأهل، آشنا می‌شود و جک مست را پس از مهمانی به خانه می‌راند؛ جک سپس یک شغل دستیار را در کینوسکوپ استودیوز برای منی ایمن می‌کند (برای مثال یافتن یک دوربین جدید برای فیلم‌برداری صحنه‌ای در فضای باز با جک پیش از شب). منی سپس به درجه‌های سیستم استودیویی صعود می‌کند.
نلی به سرعت تبدیل به یک «ایت گرل» می‌شود که توسط ستون‌نویس شایعات سینما، اِلینور سنت جان، که حرفه جک را نیز دنبال می‌کند، پوشش داده می‌شود. در اواخر دهه ۱۹۲۰ فیلم صدادار جای فیلم صامت را می‌گیرد، و منی به طرز ماهرانه‌ای خود را با این تغییرات فنی وفق می‌دهد و در نهایت به شغل کارگردانی دست می‌یابد. نلی تلاش دارد تا خواسته‌های فیلم صوتی را برآورده کند و مصرف مواد مخدر، قمار و بی‌پروایی خود را افزایش می‌دهد و با وجود کمک منی، شهرت خود را خدشه‌دار می‌کند.
نلی، که نشان می‌دهد مادری نهادینه دارد، روی پدر مست (و مدیر بی‌تجربه‌اش) عصبانی می‌شود و از او می‌خواهد تا در طول یک مهمانی با یک مار زنگی مبارزه کند. او از حال می‌رود اما نلی با مار که گردنش را گاز می‌گیرد، می‌جنگد. فی مار را می‌کشد و زهر را می‌مکد. نلی با شور و اشتیاق او را می‌بوسد. در حالی که جک با همسر جدیدش اِستل خطوط فیلم را اجرا می‌کند، از اینکه می‌فهمد دوست قدیمی/تهیه‌کننده‌اش، جورج مان، خودکشی کرده‌است، ویران می‌شود.
در سال ۱۹۳۲، جک احساس می‌کند که محبوبیت او کاهش یافته‌است، اما همچنان در فیلم‌های کم‌هزینه مترو گلدوین مایر کار می‌کند. در همین حال، سیدنی، فیلم موزیکال و ارکستر خود را تضمین می‌کند، اما وقتی مدیران استودیو منی را متقاعد می‌کنند که از او بخواهد از آرایش برای تیره‌کردن پوستش برای مخاطبان جنوبی استفاده کند، آزرده می‌شود. سیدنی پس از اتمام کینوسکوپ را ترک می‌کند.
از آنجا که هالیوود به تدریج کمتر لیبرتین می‌شود، مدیران به منی می‌گویند که فی، نویسنده عنوان کینوسکوپ را به دلیل رابطه لزبین با نلی اخراج کند. الینور و منی تلاش می‌کنند تا چهره نلی را اصلاح کنند و او را به جامعه عالی هالیوود تشویق کنند، اما در یک مهمانی با ویلیام راندولف هرست و ماریون دیویس، نلی از طبقه بالا به شدت انتقاد می‌کند و روی هرست استفراغ می‌کند.
جک داستان جلد الینور را در مورد کاهش محبوبیت خود پیدا می‌کند و با او روبرو می‌شود. او توضیح می‌دهد که اگرچه درجه او به عنوان یک ستاره محو شده‌است، اما او در فیلم‌ها جاودانه خواهد ماند. در همین حال، جیمز مک‌کی گانگستر عجیب و غریب، جانِ نلی را به خاطر بدهی‌های قمار هنگفت او تهدید می‌کند. منی در ابتدا درخواست کمک او را رد می‌کند، اما بعداً پولی را از بازیگر مشتاق «The Count» که در حال پخش مواد مخدر است، تأمین می‌کند و برای پرداخت بدهی نلی با جیمز ملاقات می‌کند. منی با فهمیدن اینکه پول جعلی است و توسط سازنده خودش ساخته شده وحشت می‌کند. جیمز مردان را به یک فضای جمع‌آوری زیرزمینی برای مهمانی‌های فاسد دعوت می‌کند و در مورد ایده‌های بالقوه فیلم هیجان‌زده می‌شود. هنگامی که جیمز متوجه می‌شود پول جعلی است، سعی می‌کند آنها را بکشد، اما آنها به سختی فرار می‌کنند و بادی‌گارد جیمز را می‌کشند.
جک در یک مهمانی هتل با فی روبرو می‌شود. او خروج خود را به اروپا فاش می‌کند. پس از آن، جک ناامید به اتاق هتل خود بازمی‌گردد و به‌طور مرگبار به سر خود شلیک می‌کند.
منی از نلی می‌خواهد که با او به مکزیک فرار کند، تا آن‌ها ازدواج کنند و زندگی جدیدی را با هم آغاز کنند. او مقاومت می‌کند، اما در نهایت موافقت می‌کند. با این حال، همکار جیمز، منی را تعقیب می‌کند و کنت و هم اتاقی‌اش را می‌کشد، اما به منی هشدار می‌دهد که لس‌آنجلس را ترک کند تا کشته نشود. در همین حال، نلی از تصمیم خود انکار می‌کند و تا آخر شب می‌رقصد.
یک مونتاژ، بریده‌های روزنامه‌ای را نشان می‌دهد که توضیح می‌دهد جسد نلی را در سن ۳۴ سالگی در اتاق هتل پیدا کردند و الینور را در سن ۷۶ سالگی مرده پیدا کردند.
در سال ۱۹۵۲، منی به همراه همسر و دختر خردسالش به کالیفرنیا بازمی‌گردد، که پیشتر به شهر نیویورک گریخته و یک فروشگاه رادیویی تأسیس کرده بود. او ورودی کینوسکوپ استودیوز را به خانواده خود نشان می‌دهد، اما به تنهایی از سینمای اطراف دیدن می‌کند تا فیلم آواز در باران را ببیند، جایی که تصویر فیلم از گذار صنعت از فیلم‌های صامت به صدادار، اشک او را درمی‌آورد. مجموعه‌ای از فیلم‌های متعدد به طول یک قرن در ادامه می‌آید. منی با بازگشت تمرکز به آواز در باران لبخند می‌زند.

## بازیگران
- برد پیت در نقش جک کنراد
- مارگو رابی در نقش نِلی لِروی
- دیگو کالوا در نقش مَنی تورس
- جین اسمارت در نقش اِلینور سنت جان
- جوان آدپو در نقش سیدنی پالمر
- لی جون لی در نقش لیدی فِی ژو
- اولیویا همیلتون در نقش روث آدلر
- پی. جی. برن در نقش مکس
- لوکاس هاس در نقش جورج مان
- مکس مینگلا در نقش اروینگ تالبرگ
- روری اسکاول در نقش «The Count»
- کاترین واترستون در نقش استل
- توبی مگوایر در نقش جیمز مک‌کی
- فلی در نقش باب لوین
- جف گارلین در نقش دان والاک
- اریک رابرتس در نقش رابرت روی
- اتان سوپلی در نقش ویلسون
- سامارا ویوینگ در نقش کنستانس مور
- اولیویا وایلد در نقش اینا کنراد
- اسپایک جونز در نقش اتو فون استراسبرگر
- تلوین گریفین در نقش رجی
- کلوئه فاینمن در نقش ماریون دیویس
- فیبی تانکین در نقش جین تورنتون
- تروی متکالف در نقش اورویل پیکویک
- جنیفر گرانت در نقش میلدرد یتس
- پاتریک فوگیت در نقش افسر الوود
- پت اسکیپر در نقش ویلیام راندولف هرست
- کایا گربر در نقش استارلت
- سایرس هابی در نقش فوتبالیست
- کارن بتزیب در نقش سیلویا تورس
- سارا راموس در نقش هریت روتشیلد
- الکساندر چن در نقش جیمز وانگ هو
- تیلور هیل در نقش ربکا
- جان ماریانو در نقش رئیس تشریفات
- مدر زیکل در نقش مجری توزیع
- لوئیس تان در نقش شرکت کننده در مهمانی
- آلبرت هاموند جونیور در نقش مهمان در چیکن لاین
- جو دالساندرو در نقش چارلی عکاس
- مارک پلت در نقش یک تهیه‌کننده

## تولید

### توسعه
در ژوئیه ۲۰۱۹ اعلام شد که دیمین شزل در حال آماده‌سازی پروژه بعدی خود است که ژانر آن درام تاریخی است و داستان در سینمای کلاسیک هالیوود واقع شده‌است. لاینزگیت پیشتاز به دست آوردن این پروژه بود، با اما استون و برد پیت در نقش اصلی. در ماه نوامبر، پارامونت پیکچرز حقوق این پروژه را به دست آورد و استون و پیت همچنان نقش‌هایشان را داشتند. پیت حضورش را در ژانویه ۲۰۲۰ تأیید کرد و فیلم را زمانی که دوران فیلم صامت به فیلم صدادار تبدیل شد، توصیف کرد. او قرار بود نقش شخصیتی را ایفا کند که از بازیگر-کارگردان، یعنی جان گیلبرت الگوبرداری شده بود.
در دسامبر ۲۰۲۰، مارگو رابی در حال مذاکره اولیه برای جایگزینی استون بود که به دلیل تداخل در برنامه‌ریزی‌هایش از فیلم خارج شده بود. بعداً لی جون لی نیز به عنوان بازیگر انتخاب شد. رابی در مارس ۲۰۲۱ تأیید شد و جوان آدپو و دیگو کالوا نیز به آن ملحق شدند.

### فیلم‌برداری
فیلم‌برداری قرار بود در کالیفرنیا در اواسط سال ۲۰۲۰ پس از تضمین اعتبار مالیاتی ایالتی انجام شود. اما به دلیل دنیاگیری کوید-۱۹ به تعویق افتاد و در عوض در ۱ ژوئیه ۲۰۲۱ فیلمبرداری آغاز شد. فیلمبرداری در ۲۱ اکتبر ۲۰۲۱ به پایان رسید.

### موسیقی
جاستین هورویتز، یکی از همکاران شزل، موسیقی متن فیلم را ساخته‌است. دو قطعه از موسیقی متن، «من را منی صدا کن» و «وودو ماما»، به صورت دیجیتالی در ۱۰ نوامبر ۲۰۲۲ منتشر شدند؛ ترانه دوم برای برجسته‌کردن اولین تریلر فیلم استفاده شد. این آلبوم موسیقی متن توسط اینترسکوپ درکوردز در ۹ دسامبر ۲۰۲۲ منتشر شد.

## مضامین و تفسیرها
رابرت دنیلز در مقاله‌ای برای /فیلم نوشت که بابیلون اساساً داستانی در مورد هویت اجتماعی و همگون‌سازی فرهنگی در دوران نخست هالیوود را ارائه می‌دهد. دنیلز با توجه به شباهت‌هایی که بابیلون با فیلم‌هایی مانند آخرین مرد سیاه‌پوست در سان فرانسیسکو (۲۰۱۹)، گول‌خورده (۲۰۰۰) و داروی مالیخولیا (۲۰۰۸) دارد، بر شخصیت مانوئل «منی» تورس و ظهور او به سیستم استودیویی هالیوود تمرکز می‌کند: «در این فرایند، مانوئل با ریشه‌های مکزیکی خود قطع رابطه می‌کند — اگرچه آنها در لس آنجلس زندگی می‌کنند، او هرگز با خانواده‌اش ملاقات نمی‌کند — او نام خود را به مَنی آمریکایی‌سازی می‌کند و در یک مهمانی که توسط ویلیام راندولف هرست برگزار می‌شود، خود را به عنوان یک اسپانیایی نشان می‌دهد. مانوئل از نزدیکی خود به حرص و آز سرمایه‌داری سفیدپوستان که بر هالیوود حاکم است (و تا حدی از رؤیای آمریکایی برای تحرک اجتماعی) مست می‌شود و باعث می‌شود که بین هویتی ضعیفی بپیماید. دنیلز می‌نویسد که محو شدن هویت مانی به دلیل عشق فانتزی او با نلی لروی است — که نشان‌دهنده چیزی است که او در هالیوود دوست دارد: «یک کیفیت جادویی غیرقابل تعریف، تحرک رو به بالا، شادی زیبا و توانایی برای تعریف دائمی خودش.» دنیلز همچنین می‌افزاید که مانی در حین بالا رفتن از نردبان اجتماعی، به اسطوره‌شناسی هالیوود کمک کرده و صحنه‌ای را به یاد می‌آورد که در آن او به سرعت دوربینی را برای یک ست فیلم گسترده و مخرب بازیابی کرد و صحنه‌ای زیبا بدون آگاهی مخاطبان فیلم از تولید آن فیلمبرداری شد، و صحنه دیگری که در آن منی به سیدنی پالمر، ترومپت‌زن سیاه‌پوست فشار می‌آورد تا در طول فیلمبرداری یک فیلم کوتاه جاز، صورت خود را سیاه‌تر بپوشاند، تا نورپردازی روی صحنه، رنگ چهره او را در محصول نهایی روشن‌تر نکند.
داگلاس لامان از کلایدر مشاهده کرد که بابیلون به عنوان یک نشخوار فکری عمل می‌کند که چگونه انسان‌ها سعی می‌کنند از مرگ و میر ذاتی خود پیشی بگیرند و آن را نادیده بگیرند، و به تصویرهای غیرمعمول مختلف مرگ اشاره کرد. لامان همچنین به صحنه‌ای کلیدی در میانه بابیلون اشاره کرد که در آن کنراد برای مدت کوتاهی تحت تأثیر مرگ دوستش جورج مان قرار می‌گیرد و پیش از بازگشت به شخصیت غیرقابل‌شکل پیش‌فرض خود غرق می‌شود تا نمونه کلیدی دیگری از عملکرد این ویژگی خاص به عنوان یک مراقبه غم‌انگیز برای افرادی باشد که سعی دارند از حضور اجتناب ناپذیر مرگ فرار کنند.

## انتشار
بابیلون برای اولین بار در ۱۴ نوامبر ۲۰۲۲ در تئاتر ساموئل گلدوین لس آنجلس و روز بعد در شهر نیویورک برای منتقدان و صنعت به نمایش درآمد. این فیلم در ۲۳ دسامبر ۲۰۲۲ اکران شد. این فیلم ابتدا برای اکران محدود در ۲۵ دسامبر ۲۰۲۱ و اکران گسترده در ۷ ژانویه ۲۰۲۲ برنامه‌ریزی شده بود، اما بعداً یک سال تمام به دلیل دنیاگیری کووید-۱۹ به تعویق افتاد و انتشار محدود در ۲۵ دسامبر ۲۰۲۲ و انتشار گسترده در ۶ ژانویه ۲۰۲۳ برنامه‌ریزی شد. در اکتبر، این فیلم دو روز زودتر به تاریخ فعلی منتقل شد و در عوض برای اکران صرفاً گسترده در نظر گرفته شد.
این فیلم در ۳۱ ژانویه ۲۰۲۳ بر روی پلتفرم‌های VOD منتشر شد و در ۲۱ مارس ۲۰۲۳ بر روی بلوری منتشر خواهد شد.

## بازخورد

### فروش گیشه
تا تاریخ ۱۲ فوریه ۲۰۲۳، بابیلون ۱۵٬۴ میلیون دلار در ایالات متحده و کانادا، و ۴۱ میلیون دلار در مناطقِ دیگر جهان به دست آورده‌است، که در مجموع فروش جهانیِ ۵۶٫۴ میلیون دلار را نشان می‌دهد.
در ایالات متحده و کانادا، بابیلون در کنار ویتنی هیوستون: می‌خوام با کسی برقصم اکران شد و در ابتدا پیش‌بینی می‌شد که از ۳٫۳۴۲ سینما در آخر هفته افتتاحیهٔ چهار روزهٔ خود ۱۲ تا ۱۵ میلیون دلار فروش داشته باشد. این فیلم در روز اول اکران ۱٫۵ میلیون دلار (شامل پیش‌نمایش‌های پنج‌شنبه‌شب) فروش داشت و در آخر هفته افتتاحیه تنها ۳٫۵ میلیون دلار (و در مجموع ۵٫۳ میلیون دلار در چهار روز) به دست آورد و در گیشه چهارم شد. ددلاین کاهش علاقه عموم مردم به فیلم‌های پرستیژ، خطرگسترش شیوع کووید-۱۹ و آنفولانزا، و تأثیر طوفان زمستانی آمریکای شمالی را به‌عنوان دلایلی برای حضور کمتر از حد انتظار در سینما ذکر کرد. این وبگاه همچنین اعلام کرد که با این عملکرد، فیلم به نقطه سربه‌سر ۲۵۰ میلیون دلار در سراسر جهان نمی‌رسد و به بمب گیشه تبدیل می‌شود. این فیلم در آخر هفته دوم خود ۲٫۶ میلیون دلار (کاهش ۲۷٫۵ درصد) فروش کرد و در رده پنجم قرار گرفت.
در اروپا، این فیلم در افتتاحیه آخر هفته اکران خود در فرانسه ۳٫۳۴۸٫۱۷۷ دلار و در بریتانیا ۱٫۶۴۰٫۸۶۱ دلار (۱٫۳۲۳٫۶۸۳ پوند) به دست آورد و به ترتیب در جایگاه دوم و سوم گیشه قرار گرفت.

### منتقدان
به گفته ایندی‌وایر و هالیوود ریپورتر و همچنین طبق نظر کارگردان دیمین شزل، بازخود نسبت به این فیلم «دوقطبی» بود. در وبگاه جمع‌آوری نقد راتن تومیتوز، ٪۵۶ از ۳۴۰ بررسی منتقدان مثبت است و میانگینِ امتیاز آن ۶٫۴/۱۰ است. اجماع این وبگاه چنین می‌نویسد: «عظمت گیج‌کنندهٔ بابیلون  طاقت‌فرساست، اما بسیار مانند صنعتی که به آن افتخار می‌کند، زرق و برق و فریبندگی به‌خوبی بازیگری‌شدهٔ خوش ساخت آن اغلب می‌تواند حواس‌پرتی مؤثری باشد.» این فیلم در متاکریتیک که از میانگین وزنی استفاده می‌کند، بر اساس نظر ۶۳ منتقدین امتیاز ۶۰ از ۱۰۰ را کسب کرده که نشان‌گر «نقدهای مختلط یا متوسط» است. تماشاگران شرکت‌کننده در نظرسنجی سینماسکور به فیلم متوسط نمرهٔ «C+» در مقیاس A+ تا F دادند، در حالی که پست‌ترک گزارش داد ۷۴ درصد از مخاطبان به فیلم نمرهٔ مثبت داده‌اند و ۴۷ درصد گفته‌اند که قطعاً آن را توصیه می‌کنند.
میک لاسال در نقد خود برای سان فرانسیسکو کرونیکل، بلندپروازی و کارگردانی شزل را ستود و نوشت که «بابیلون عشق واقعی نسبت به فیلم را نشان می‌دهد». دیوید رونی از هالیوود ریپورتر فیلم را به عنوان «تمرکز ترکیبی از عیاشی‌های لذت‌پرستانه» توصیف کرد، و از بازی بازیگران، موسیقی متن، فیلمبرداری، طراحی لباس و تولید تمجید کرد اما از فیلمنامه و کارگردانی انتقاد کرد — و در نهایت به این نتیجه رسید: «تصور آن سخت است که فیلم در عین حال زیاده‌روی شده اما بی‌اساس بابیلون بتواند در بین بسیاری از مونتاژهای کلاسیک راه خود را پیدا کند». در مقابل، پیت هاموند از ددلاین نوشت که «تضمین می‌شود که این فیلم در ذهن شما باقی خواهد ماند» و کارگردانی، طراحی تولید و بازی بازیگران را تحسین کرد.
ریچارد برودی از نیویورکر داستان‌سرایی و شخصیت‌های شزل را تحسین کرد، اما از جنبه‌های دیگر فیلمنامه او انتقاد کرد و در نهایت نتیجه گرفت: «از نظر هنری، چیزی که بابیلون به هالیوود کلاسیک اضافه می‌کند، سکس و برهنگی، مواد مخدر و خشونت، گروهی متنوع‌تر از بازیگران و هرج‌ومرجی مانند آشفتگی سینک آشپزخانه است که چون و چراهای فکری منسجم را با تشویق به خرید بلیط فیلم جایگزین می‌کند تا چشمان خود را به صفحه نمایش خیره کرده و در تاریکی از آن عبادت کنید.» جان مولدریگ از کاتولیک ریویو می‌گوید: «در طول مسیر فیلم، رابی جوش می‌زند، پیت افسون می‌کند و کالوا می‌سوزد و دوام می‌آورد. با این حال، تصویر شزل از انحطاط هالیوود سطح بالا در پشت صحنه، صراحت جنسی بی‌مورد را تا حد وقاحت بالا می‌برد. [او] مکرراً به «آواز در باران» ارجاع می‌دهد که در همان مکان و زمان آشکار می‌شود. اما مقایسهٔ آن با این اثر کلاسیک محبوب فقط زشتی تصویر او از تحقیر انسانی را برجسته می‌کند.»

### جوایز و نامزدی‌ها
| جایزه                             | تاریخ مراسم    | رده                                                    | دریافت‌کننده | نتیجه    |
| --------------------------------- | -------------- | ------------------------------------------------------ | --- | -------- |
| انجمن منتقدان فیلم شیکاگو         | ۱۴ دسامبر ۲۰۲۲ | بهترین فیلمبرداری                                      | لینوس ساندگرن | نامزدشده |
| انجمن منتقدان فیلم شیکاگو         | ۱۴ دسامبر ۲۰۲۲ | بهترین تدوین                                           | تام کراس | نامزدشده |
| انجمن منتقدان فیلم شیکاگو         | ۱۴ دسامبر ۲۰۲۲ | بهترین موسیقی متن اصلی                                 | جاستین هورویتز | برنده    |
| انجمن منتقدان فیلم شیکاگو         | ۱۴ دسامبر ۲۰۲۲ | بهترین طراحی لباس                                      | مری زوفرس | نامزدشده |
| انجمن منتقدان فیلم شیکاگو         | ۱۴ دسامبر ۲۰۲۲ | بهترین کارگردانی هنری/طراحی تولید                      | بابیلون | نامزدشده |
| انجمن منتقدان فیلم سنت لوئیس      | ۱۸ دسامبر ۲۰۲۲ | بهترین موسیقی متن                                      | جاستین هورویتز | نامزدشده |
| انجمن منتقدان فیلم دالاس‌فورت وورث | ۱۹ دسامبر ۲۰۲۲ | بهترین تصویر                                           | بابیلون | نهم شد   |
| حلقه منتقدان فیلم فلوریدا         | ۲۲ دسامبر ۲۰۲۲ | بهترین موسیقی متن                                      | جاستین هورویتز | برنده    |
| حلقه منتقدان فیلم فلوریدا         | ۲۲ دسامبر ۲۰۲۲ | بهترین کارگردانی هنری / طراحی تولید                    | بابیلون | برنده    |
| حلقه منتقدان فیلم فلوریدا         | ۲۲ دسامبر ۲۰۲۲ | بهترین گروه بازیگران                                   | بابیلون | دوم شد   |
| انجمن منتقدان فیلم سن دیگو        | ۶ ژانویه ۲۰۲۳  | بهترین فیلمبرداری                                      | لینوس ساندگرن | برنده    |
| انجمن منتقدان فیلم سن دیگو        | ۶ ژانویه ۲۰۲۳  | بهترین لباس                                            | مری زوفرس | نامزدشده |
| انجمن منتقدان فیلم سن دیگو        | ۶ ژانویه ۲۰۲۳  | بهترین طراحی تولید                                     | فلورنسیا مارتین | برنده    |
| حلقه منتقدان فیلم سان‌فرانسیسکو    | ۹ ژانویه ۲۰۲۳  | بهترین فیلمبرداری                                      | لینوس لاندگرن | نامزدشده |
| حلقه منتقدان فیلم سان‌فرانسیسکو    | ۹ ژانویه ۲۰۲۳  | بهترین تدوین فیلم                                      | تام کراس | نامزدشده |
| حلقه منتقدان فیلم سان‌فرانسیسکو    | ۹ ژانویه ۲۰۲۳  | بهترین موسیقی متن اصلی                                 | جاستین هورویتز | نامزدشده |
| حلقه منتقدان فیلم سان‌فرانسیسکو    | ۹ ژانویه ۲۰۲۳  | بهترین طراحی تولید                                     | فلورنسیا مارتین و آنتونی کارلینو | نامزدشده |
| انجمن منتقدان فیلم آستین          | ۱۰ ژانویه ۲۰۲۳ | بهترین فیلمبرداری                                      | لینوس ساندگرن | نامزدشده |
| انجمن منتقدان فیلم آستین          | ۱۰ ژانویه ۲۰۲۳ | بهترین موسیقی متن                                      | جاستین هورویتز | برنده    |
| جوایز گلدن گلوب                   | ۱۰ ژانویه ۲۰۲۳ | بهترین فیلم – موزیکال یا کمدی                          | بابیلون | نامزدشده |
| جوایز گلدن گلوب                   | ۱۰ ژانویه ۲۰۲۳ | بهترین بازیگر مرد – فیلم موزیکال یا کمدی               | دیگو کالوا | نامزدشده |
| جوایز گلدن گلوب                   | ۱۰ ژانویه ۲۰۲۳ | بهترین بازیگر زن – فیلم موزیکال یا کمدی                | مارگو رابی | نامزدشده |
| جوایز گلدن گلوب                   | ۱۰ ژانویه ۲۰۲۳ | بهترین بازیگر نقش مکمل مرد                             | برد پیت | نامزدشده |
| جوایز گلدن گلوب                   | ۱۰ ژانویه ۲۰۲۳ | بهترین موسیقی                                          | جاستین هورویتز | برنده    |
| انجمن منتقدان فیلم جورجیا         | ۱۳ ژانویه ۲۰۲۳ | بهترین موسیقی متن اصلی                                 | جاستین هورویتز | دوم شد   |
| انجمن منتقدان فیلم جورجیا         | ۱۳ ژانویه ۲۰۲۳ | بهترین طراحی تولید                                     | فلورنسیا مارتین، آنتونی کارلینو | برنده    |
| جوایز فیلم به انتخاب منتقدان      | ۱۵ ژانویه ۲۰۲۳ | بهترین فیلم                                            | بابیلون | نامزدشده |
| جوایز فیلم به انتخاب منتقدان      | ۱۵ ژانویه ۲۰۲۳ | بهترین کارگردانی                                       | دیمین شزل | نامزدشده |
| جوایز فیلم به انتخاب منتقدان      | ۱۵ ژانویه ۲۰۲۳ | بهترین بازیگر زن                                       | مارگو رابی | نامزدشده |
| جوایز فیلم به انتخاب منتقدان      | ۱۵ ژانویه ۲۰۲۳ | بهترین فیلمبرداری                                      | لینوس ساندگرن | نامزدشده |
| جوایز فیلم به انتخاب منتقدان      | ۱۵ ژانویه ۲۰۲۳ | بهترین تدوین                                           | تام کراس | نامزدشده |
| جوایز فیلم به انتخاب منتقدان      | ۱۵ ژانویه ۲۰۲۳ | بهترین طراحی صحنه و لباس                               | مری زوفرس | نامزدشده |
| جوایز فیلم به انتخاب منتقدان      | ۱۵ ژانویه ۲۰۲۳ | بهترین کارگردانی هنری                                  | فلورنسیا مارتین و آنتونی کارلینو | برنده    |
| جوایز فیلم به انتخاب منتقدان      | ۱۵ ژانویه ۲۰۲۳ | بهترین موسیقی متن                                      | جاستین هورویتز | نامزدشده |
| جوایز فیلم به انتخاب منتقدان      | ۱۵ ژانویه ۲۰۲۳ | بهترین گریم                                            | بابیلون | نامزدشده |
| انجمن منتقدان فیلم سیاتل          | ۱۷ ژانویه ۲۰۲۳ | بهترین بازیگر زن نقش اول                               | مارگو رابی | نامزدشده |
| انجمن منتقدان فیلم سیاتل          | ۱۷ ژانویه ۲۰۲۳ | بهترین طراحی لباس                                      | مری زوفرس | نامزدشده |
| انجمن منتقدان فیلم سیاتل          | ۱۷ ژانویه ۲۰۲۳ | بهترین موسیقی متن اصلی                                 | جاستین هورویتز | برنده    |
| انجمن منتقدان فیلم سیاتل          | ۱۷ ژانویه ۲۰۲۳ | بهترین طراحی تولید                                     | فلورنسیا مارتین، آنتونی کارلینو | برنده    |
| جامعه آنلاین منتقدان فیلم         | ۲۳ ژانویه ۲۰۲۳ | بهترین موسیقی متن اصلی                                 | جاستین هورویتز | نامزدشده |
| جامعه آنلاین منتقدان فیلم         | ۲۳ ژانویه ۲۰۲۳ | بهترین طراحی لباس                                      | بابیلون | نامزدشده |
| جامعه آنلاین منتقدان فیلم         | ۲۳ ژانویه ۲۰۲۳ | بهترین طراحی تولید                                     | بابیلون | نامزدشده |
| جوایز انجمن آرایشگران سینما       | ۱۱ فوریه ۲۰۲۳  | بهترین آرایش شخصیت تاریخی در یک فیلم بلند              | هبا توریسدوتر، شانا برن چاوز، ژان بلک، مندی آرتوساتو | نامزدشده |
| جوایز انجمن آرایشگران سینما       | ۱۱ فوریه ۲۰۲۳  | بهترین استایل موی شخصیت تاریخی در فیلم بلند            | جیمی لی مکینتاش، آهو مفید، اوبری ماری | نامزدشده |
| جایزه ستلایت                      | ۳ مارس ۲۰۲۳    | بهترین بازیگر مرد در یک فیلم سینمایی - کمدی یا موزیکال | دیگو کالوا | نامزدشده |
| جایزه ستلایت                      | ۳ مارس ۲۰۲۳    | بهترین بازیگر زن در فیلم کمدی یا موزیکال               | مارگو رابی | نامزدشده |
| جایزه ستلایت                      | ۳ مارس ۲۰۲۳    | بهترین بازیگر نقش مکمل زن – فیلم سینمایی               | جین اسمارت | نامزدشده |
| جایزه ستلایت                      | ۳ مارس ۲۰۲۳    | بهترین کارگردانی هنری و طراحی تولید                    | فلورنسیا مارتین و آنتونی کارلینو | برنده    |
| جایزه ستلایت                      | ۳ مارس ۲۰۲۳    | بهترین طراحی لباس                                      | مری زوفرس | برنده    |
| جایزه ستلایت                      | ۳ مارس ۲۰۲۳    | بهترین موسیقی متن اصلی                                 | جاستین هورویتز | برنده    |
| جایزه ستلایت                      | ۳ مارس ۲۰۲۳    | بهترین صدا (تدوین و میکس)                              | استیو مورو، آی لینگ لی، میلدرد یاترو مورگان و اندی نلسون | نامزدشده |
| جایزه ستلایت                      | ۳ مارس ۲۰۲۳    | بهترین جلوه‌های بصری                                    | جی کوپر، الیا پوپوف، کوین مارتل، ابراهیم جهرمی | نامزدشده |
| جوایز انجمن دکوراتورهای آمریکا    | ۱۴ فوریه ۲۰۲۳  | بهترین دستاورد در دکور/طراحی یک فیلم بلند تاریخی       | آنتونی کارلینو و فلورنسیا مارتین | نامزدشده |
| انجمن منتقدان هالیوود             | ۱۷ فوریه ۲۰۲۳  | بهترین طراحی لباس                                      | مری زوفرس | نامزدشده |
| انجمن منتقدان هالیوود             | ۱۷ فوریه ۲۰۲۳  | بهترین طراحی تولید                                     | فلورنسیا مارتین و آنتونی کارلینو | برنده    |
| انجمن منتقدان هالیوود             | ۱۷ فوریه ۲۰۲۳  | بهترین موسیقی متن                                      | جاستین هورویتز | برنده    |
| جامعه منتقدان فیلم هیوستون        | ۱۸ فوریه ۲۰۲۳  | بهترین موسیقی متن اصلی                                 | جاستین هورویتز | نامزدشده |
| جامعه منتقدان فیلم هیوستون        | ۱۸ فوریه ۲۰۲۳  | بهترین فیلمبرداری                                      | لینوس ساندگرن | نامزدشده |
| جوایز انجمن کارگردانان هنری       | ۱۸ فوریه ۲۰۲۳  | برتری در طراحی تولید برای یک فیلم تاریخی               | فلورنسیا مارتین | برنده    |
| جوایز فیلم بفتا                   | ۱۹ فوریه ۲۰۲۳  | بهترین طراحی لباس                                      | مری زوفرس | نامزدشده |
| جوایز فیلم بفتا                   | ۱۹ فوریه ۲۰۲۳  | بهترین موسیقی فیلم                                     | جاستین هورویتز | نامزدشده |
| جوایز فیلم بفتا                   | ۱۹ فوریه ۲۰۲۳  | بهترین طراحی تولید                                     | فلورنسیا مارتین، آنتونی کارلینو | برنده    |
| انجمن منتقدان هالیوود             | ۲۴ فوریه ۲۰۲۳  | بهترین گروه بازیگران                                   | بابیلون | نامزدشده |
| جوایز اکتا                        | ۲۴ فوریه ۲۰۲۳  | بهترین بازیگر زن                                       | مارگو رابی | نامزدشده |
| جوایز اکتا                        | ۲۴ فوریه ۲۰۲۳  | بهترین بازیگر نقش مکمل مرد                             | برد پیت | نامزدشده |
| جوایز اکتا                        | ۲۴ فوریه ۲۰۲۳  | بهترین بازیگر نقش مکمل زن                              | جین اسمارت | نامزدشده |
| جوایز انجمن بازیگران فیلم         | ۲۶ فوریه ۲۰۲۳  | گروه بازیگران برجسته در یک فیلم سینمایی                | جوان آدپو، پی. جی. برن، دیگو کالوا، لوکاس هاس، اولیویا همیلتون، لی جون لی، توبی مگوایر، مکس مینگلا، برد پیت، مارگو رابی، روری اسکاول، جین اسمارت، کاترین واترستون | نامزدشده |
| جوایز انجمن طراحان لباس           | ۲۷ فوریه ۲۰۲۳  | برتری در فیلم تاریخی                                   | مری زوفرس | نامزدشده |
| جوایز اسکار                       | ۱۲ مارس ۲۰۲۳   | بهترین طراحی لباس                                      | مری زوفرس | نامزدشده |
| جوایز اسکار                       | ۱۲ مارس ۲۰۲۳   | بهترین موسیقی فیلم                                     | جاستین هورویتز | نامزدشده |
| جوایز اسکار                       | ۱۲ مارس ۲۰۲۳   | بهترین طراحی صحنه                                      | طراحی تولید: فلورنسیا مارتین؛ دکوراسیون ست: آنتونی کارلینو | نامزدشده |